# Idaho Legislature

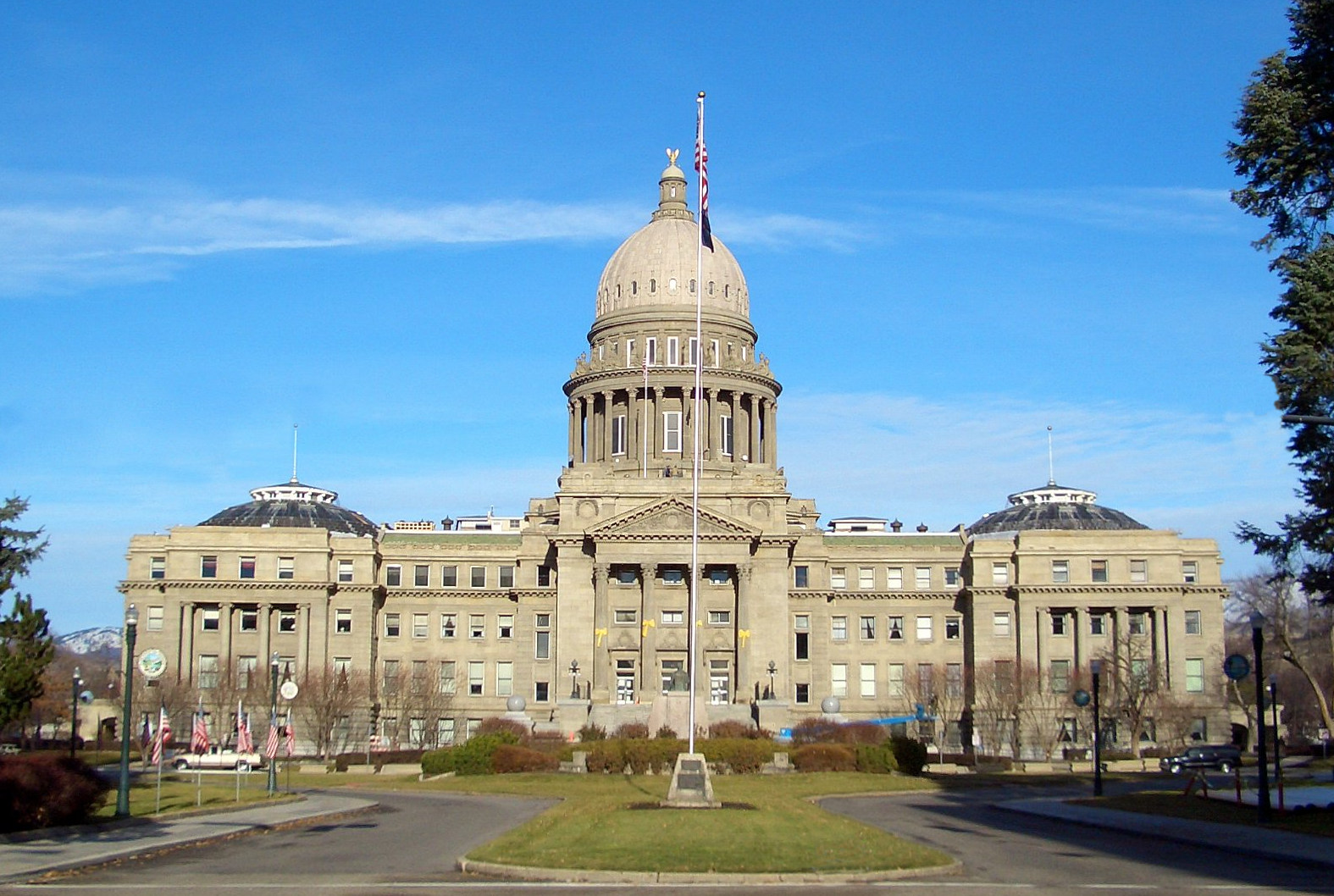
Die Legislature tagt im Idaho State Capitol

Die Idaho Legislature ist die State Legislature und damit die Legislative des US-Bundesstaats Idaho und wurde durch die staatliche Verfassung 1890 geschaffen. Sie besteht aus dem Repräsentantenhaus von Idaho, das als Unterhaus fungiert, sowie dem Senat von Idaho als Oberhaus. Die State Legislature tagt im Idaho State Capitol in Boise, das auch Sitz des Gouverneurs und seines Stellvertreters ist.
Das Repräsentantenhaus besteht aus 70 Mitgliedern, der Senat aus 35. Beide Kammern werden für jeweils zwei Jahre gewählt. Der Wahltag fällt mit dem des Bundeskongresses zusammen. In jedem Wahlbezirk werden ein Senator und zwei Mitglieder des Repräsentantenhauses gewählt, für letztere hat jeder Wähler daher zwei Stimmen.
Wählbar sind US-Bürger, die seit mindestens einem Jahr in Idaho leben und im Wählerregister eingetragen sind. Das Mindestalter beträgt für beide Häuser 21 Jahre.
Die National Conference of State Legislatures (NCSL) ordnet die Legislature von Idaho als Teilzeitparlament „lite“ ein. Mit einer Vergütung von 18.415 USD pro Jahr und je nach Entfernung des Wohnorts von der Hauptstadt 71 bzw. 139 USD je Tag (2020) liegen die Abgeordneten im unteren Bereich der Staatsparlamentarier.